# Ювентус-Стедіум
«Ювентус Стедіум» (англ. Juventus Stadium) — футбольний стадіон в Турині, П'ємонт, який є домашньою ареною для «Ювентуса». Офіційну назву ще не визначено, але права на нього належать компанії SportFive, яка викупила їх у 2008 році. Арена відкрилась 8 вересня 2011 року і вміщає 41 000 глядачів. Стадіон побудований на місці «Делле Альпі» — колишньої домашньої арени «Ювентуса» і «Торіно»..

## «Ювентус» і «SportFive»
У 2008 році Рада Директорів Ювентуса підписав зі SportFive договір, за яким дана компанія зобов'язалася взяти участь в будівництві, і взяти на себе зобов'язання по оплаті частини майбутніх будівельних робіт. Натомість SportFive отримує виключні права на продаж назви майбутнього стадіону туринського клубу. Також компанія отримує права на певну кількість рекламних щитів і віп-трибун на стадіоні. Тривалість договору становить 12 років з моменту відкриття стадіону (з 2011 по 2023 рік) .

## Інформація про стадіон
Після закінчення демонтажу Делле Альпі, ділянка була передана будівельній компанії ATI, яка з червня 2009 року розпочала роботу по зведенню нового стадіону «Ювентуса». За планами проєкт повинен бути завершений до літа 2011 року.
Стадіон вміщує в себе 41000 глядачів. При проєктуванні були враховані всі сучасні заходи безпеки. Доступ на трибуни здійснюється через чотири входи, розташованих по кутах арени. Саме тут перевіряються квитки на матч, тому умови безпеки на підходах до арени дуже високі. Також побудовано необхідні під'їзди для нормального функціонування засобів швидкого реагування, таких як швидка медична допомога. На кожному секторі знаходиться 16 різних шляхів до сидінь. У разі екстрених ситуації, повний стадіон зможе звільниться за 4 хвилини.
Проєкт стадіону включав в себе також перебудову всієї підземної частини Делле Альпі. При проєктуванні, насамперед враховувалися інтереси футболістів і персоналу: під'їзд до стадіону, роздягальні, зони відпочинку, тунелі виходу на поле, все зроблено на найвищому рівні і з максимальними зручностями для учасників змагань.
Дизайн стадіону виконаний в строгому стилі. Арена покрита спеціальною прозорою конструкцією, яку випробовували в аеродинамічній трубі, її головною функцією є поліпшення виду поля з трибун протягом дня, вночі ж вона буде гарантувати присутність достатньої кількості світла для відновлення газону.